# Bergeraguès
El Brajairaguès o Brageiraguès i per gal·licisme Bergeraguès (en occità Brajairagués) és una comarca d'Occitània situada al Perigord (Guiana). La seva vila principal és Brajairac.